# Justin Time
Justin Time ist der Name einer Jugendbuchreihe von Peter Schwindt, die auf einem Hörspiel für den Westdeutschen Rundfunk aus dem Jahr 2000 basiert.

## Inhalt
Der Junge Justin Time ist ein rothaariger Internatsschüler aus dem Jahr 2385. Seine Eltern Avery und Annie Time verschwanden bei der Jungfernfahrt einer Zeitmaschine. Auf der Suche nach ihnen begibt er sich selbst auf eine Zeitreise in die Vergangenheit. Dort trifft er Fanny, ein Mädchen aus dem Jahr 1862, die ihre Eltern verlor und mit ihrem Bruder von einem Ausbeuter aufgegabelt wurde, der die beiden wie viele andere Kinder für harte Arbeit benutzte. Beide suchen nach Beweisen, dass Justins Eltern Opfer einer Verschwörung wurden. Stationen ihrer Reise sind London (1862), die USA (Long Island/Montauk) (1983), Russland (Sibirien/Tunguska) (1908), Florenz (1492) und erneut London (2377).

## Ausgaben
- Peter Schwindt: Justin Time – Zeitsprung. Loewe Verlag, Bindlach 2004, ISBN 3-7855-4984-9
Eine Verquickung von zwei Geschichten, in denen Charles Darwin auf Charles Babbage trifft, mit Anklängen an Oliver Twist.
- Peter Schwindt: Justin Time – Der Fall Montauk. Loewe Verlag, Bindlach 2004, ISBN 3-7855-5185-1
Das Buch hat als zentrales Thema das Montauk-Projekt.
- Peter Schwindt: Justin Time – Das Portal. Loewe Verlag, Bindlach 2005, ISBN 3-7855-5353-6
Verknüpfung mit dem Tunguska-Ereignis.
- Peter Schwindt: Justin Time – Verrat in Florenz. Loewe Verlag, Bindlach 2005, ISBN 3-7855-5553-9 
Hauptpersonen sind Leonardo da Vinci und Girolamo Savonarola.
- Peter Schwindt: Justin Time – Mission London. Loewe Verlag, Bindlach 2006, ISBN 978-3-7855-5717-4